# Sagabari
Sagabari ou Sagabary est une localité, chef-lieu de la commune rurale malienne de Gadougou 1 et chef-lieu du cercle de Sagabari dans la région de Kita.

## Géographie
La localité est située sur la route locale L133 (axe Bougarybaya-Sitakota) à 110 km au sud-ouest du chef-lieu régional Kita.

## Histoire
La localité est érigée en chef-lieu du 2e cercle de la région de Kita lors de la réforme administrative de 2023.

## Infrastructures et services
Lors du recensement de 2009, la localité est desservie par les services suivants. :
- trois écoles
- trois formations de santé
- deux paharmacies
- une caisse d'épargne et de crédit
- un marché
- 6 points d'eau
- deux banques de céréales

## Enseignement
Sagabari est le siège d'un centre d'animation pédagogique de l'académie d'enseignement de Kita, il s'étend sur les communes de Bougaribaya, Gadougou I, Gadougou II et Koulou.

## Cultes
La paroisse catholique Notre Dame de l’Assomption de Sagabari, fondée en 1953 relève du diocèse de Kayes.

## Économie
La ville est le siège d'un secteur cotonnier de la CMDT Ouest.